# 厚葉絹蘚
厚葉絹蘚（学名：Entodon caliginosus）为絹蘚科絹蘚屬下的一个种。